# All-Ireland Senior Hurling Championship 1923
L'All-Ireland Senior Football Championship 1923 fu l'edizione numero 37 del principale torneo di hurling irlandese. Galway batté in finale Limerick, ottenendo il primo titolo della sua storia.

## Formato
Si tennero solo i campionati provinciali di Ulster, Leinster e Munster, i cui vincitori avrebbero avuto accesso diretto all'All-Ireland, dove avrebbe avuto accesso anche Galway, ammessa di diritto.

## Torneo
Leinster Senior Hurling Championship
| Finale | Kilkenny | 4-1 – 1-1 | Dublin |  |

Munster Senior Hurling Championship
| Dungarvan 24 giugno 1923 Quarto di finale | Waterford | 0-1 – 13-2 | Cork | Fraher Field |

| Thurles 23 settembre 1923 Semifinale | Tipperary | 11-2 – 1-4 | Clare | Thurles Sportsfield |

| Thurles 7 ottobre 1923 Semifinale | Limerick | 4-0 – 2-1 | Cork | Thurles Sportsfield |

| Cork 16 marzo 1924 Finale | Limerick | 2-3 – 1-0 | Tipperary | Athletic Grounds |

Ulster Senior Hurling Championship
| Finale | Donegal | 7-1 – 3-0 | Antrim |  |

All-Ireland Senior Hurling Championship
| Dublino 27 aprile 1924 Semifinale | Limerick | 7-4 – 0-1 | Donegal | Croke Park |

| Dublino 18 maggio 1924 Semifinale | Galway | 5-4 – 2-0 | Kilkenny | Croke Park |

| Dublino 14 settembre 1924 Finale | Galway              | 7-3 – 4-5 | Limerick | Croke Park (c.7,000 spett.)\| Arbitro: \| P. Kennefick (Cork) \| |
| Arbitro:                         | P. Kennefick (Cork) |           |          |                                                                  |

- La semifinale Limerick-Donegal, fu la prima occasione in cui i giocatori indossarono maglie, col numero sulla schiena.